# مؤتمر مطوري سامسونج
مؤتمر مطوري سامسونج، المعروف أيضًا باسم SDC، هو مؤتمر تقني سنوي تعقده إلكترونيات سامسونج منذ عام 2013. يركز الحدث على عرض أحدث التطورات التكنولوجية في تطبيقات الهاتف المحمول وحلول سامسونج، مثل سمارت ثينقز و بيكسبي وتايزن وون يو آي. منذ عام 2018، كشفت أيضًا عن تقنية العرض Infinity Flex للهواتف الذكية القابلة للطي مثل سامسونج جالكسي زي فولد 4. أقيم آخر حدث، SDC 2021، عبر الإنترنت بسبب جائحة كوفيد-19.

## ملخص
بدأ المؤتمر في عام 2013 كحدث تقني للأشخاص في الصناعة "للتفاعل مع قادة الصناعة والتعاون مع المطورين الآخرين والتعرف على أدوات سامسونج وحزم أدوات تطوير البرمجيات الجديدة"، وفقًا لشركة سامسونج. يقام الحدث عادة بين أكتوبر ونوفمبر من كل عام.
أقيم الحدث الأول في فندق في سان فرانسيسكو، ولكن في النسخة الثانية قاموا بنقل المكان إلى مركز مؤتمرات ماكنري في سان خوسيه.
خلال النسخ الأولى، ركز المؤتمر على تقنيات الهاتف المحمول، ولكنه تضمن أيضًا في السنوات الأخيرة جلسات حول الذكاء الاصطناعي وإنترنت الأشياء.

## التاريخ
أقيمت النسخة الأولى من من المؤتمر في الفترة من 27 إلى 29 أكتوبر 2013 في فندق Westin ST. Francis في سان فرانسيسكو، حيث ناقشت الشركة حول حزمة أدوات تطوير البرمجيات لهواتف سامسونج وميزات التلفزيون الذكي والشاشات المتعددة. في العام التالي، تم تغيير المكان إلى مركز مؤتمرات موسكون ويست في سان فرانسيسكو، وركز بشكل أساسي على الأجهزة القابلة للارتداء والواقع الافتراضي.
بعد عام من التوقف في عام 2015، عاد مؤتمر SDC 2016 بجلسات تركز بشكل أساسي على الواقع الافتراضي، والذي كان بمثابة دفعة كبيرة لـ Injong Rhee (نائب الرئيس السابق ورئيس قسم البحث والتطوير في سامسونج) ومطوري سامسونج.
على الرغم من أن سامسونج كافحت لتوليد الحماس للعديد من منتجاتها البرمجية، فقد اجتذب مؤتمر SDC 2017 حوالي 5000 شخص إلى الحدث، والذي ركز على بيكسبي وسمارتثينقز و الواقع الافتراضي. كان الإصدار الخامس، الذي أقيم في عام 2018، نقطة تحول بالنسبة للمؤتمر، حيث كشفت سامسونج عن النموذج الأولي لهاتفها الذكي الأول القابل للطي، وهو Infinity Flex Display.
تم تغيير موقع مؤتمر SDC 2019 من سان فرانسيسكو إلى مركز مؤتمرات سان خوسيه في كاليفورنيا. ناقش المؤتمر الذي شارك فيه 5000 شخص مواضيع مثل بلوكتشين و ون يو آي و بيكسبي و سمارتثيقز و Foldable UX Guide.
تم إلغاء مؤتمر SDC 2020 بسبب جائحة كوفيد-19 وكانت نسخة 2021 هي الأولى التي تُعقد بالكامل عبر الإنترنت.
عقد مؤتمر SDC22 في 12 أكتوبر في مركز مؤتمرات موسكون ويست في سان فرانسيسكو، ليعيد الحدث إلى مكان مادي، ومن المتوقع أن يشارك الابتكارات في برمجياته وخدماته ومنصاته، خاصة في سمارتثينقز.
عقد مؤتمر SDC23 في 5 أكتوبر في مركز مؤتمرات موسكون ويست في سان فرانسيسكو أيضًا.